# John Simm
John Ronald Simm (Leeds, 10 juli 1970) is een Britse acteur en muzikant. Hij is het best bekend van zijn rollen in de BBC-series Life on Mars (Sam Tyler) en Doctor Who (The Master).
Simm werd genomineerd voor een BAFTA in de categorie Beste filmacteur en voor een Olivier Award in de categorie Beste toneelacteur. 
Als muzikant was hij in de jaren negentig songschrijver en gitarist van de rockgroep Magic Alex.

## Film
- 1994 - A Pinch of Snuff (televisiefilm)
- 1994 - Meat (televisiefilm)
- 1995 - Boston Kickout
- 1997 - Diana & Me
- 1998 - Understanding Jane
- 1999 - Human Traffic
- 1999 - Wonderland
- 2000 - Forgive and Forget (televisiefilm)
- 2000 - Never Never (televisiefilm)
- 2002 - Crime and Punishment (televisiefilm)
- 2002 - Magic Hour (televisiefilm)
- 2002 - Miranda
- 2002 - Twenty Four Hour Party People
- 2002 - White Teeth (televisiefilm)
- 2004 - Imperium: Nerone (televisiefilm)
- 2004 - London (televisiefilm)
- 2004 - Sex Traffic (televisiefilm)
- 2004 - Ten Minute Movie
- 2004 - The All Star Comedy Show (televisiefilm)
- 2005 - Blue/Orange (televisiefilm)
- 2005 - Brothers of the Head
- 2006 - Devilwood
- 2007 - The Yellow House (televisiefilm)
- 2008 - Tuesday
- 2009 - Skellig

## Televisie
- 1992 - Rumpole of the Bailey (1 aflevering)
- 1993 - Heartbeat (1 aflevering)
- 1993 - Oasis (7 afleveringen)
- 1993 - The Bill (1 aflevering)
- 1994-1995 - Men of the World (12 afleveringen)
- 1995 - Chiller (1 aflevering)
- 1995 - Cracker (1 aflevering)
- 1997 - The Locksmith
- 1997-1999 - The Lakes (14 afleveringen)
- 2000 - Clocking Off (1 aflevering)
- 2001 - Spaced (1 aflevering)
- 2003 - Canterbury Tales (1 aflevering)
- 2003 - State of Play (6 afleveringen)
- 2006-2007 - Life on Mars (16 afleveringen)
- 2007 - Doctor Who (3 afleveringen)
- 2008 - The Devil's Whore (4 afleveringen)
- 2009-2010 - Doctor Who (2 afleveringen)
- 2011 - Exile - (miniserie, 3 delen, 180 minuten)
- 2014 - Prey - seizoen 1 (3 afleveringen)
- 2018 - Strangers - seizoen 1 (4 afleveringen)
- 2021 - Grace - (hoofdrol)